# Can Maurí
Can Maurí és un mas situat al municipi de Polinyà a la comarca catalana del Vallès Occidental, ubicat en un petit turó a un quilòmetre de la carretera que enllaça Sabadell i Polinyà. Es troba gairebé dalt la carena de la serra que hi ha entre la riera de Canyameres i la que baixa de Pedrasanta, la qual conflueix amb la primera al Poblenou de la Salut. La casa data del segle xvi. La seva estructura segueix l'esquema tradicional de planta baixa, pis i golfes, amb la característica que el cos lateral resta més avançat amb relació a la façana.
Entre 1912 i 1920 hi va viure l'escriptor Pere Calders amb la seva família. Va residir-hi fins als nou anys i és en aquest indret on la seva mare –Teresa Rossinyol, filla del mas– va ensenyar-li a llegir i a escriure. Després d'anys d'abandonament, el 1998 la masia va ser rehabilitada per a convertir-se en un restaurant, activitat que actualment encara desenvolupa.

## Descripció
La masia de Can Maurí presenta una lectura atípica en la classificació de Danés. De planta rectangular, s'han disposat volums arquitectònics que remeten a ampliacions i reformes d'èpoques posteriors. Tant el cos principal com l'afegit presenta simetria en la distribució de les obertures segons les seves funcions. D'aquesta manera, tenim a la planta baixa un portal d'entrada amb arc rodó de mig punt i adovellat i pedrissos a cada costat; a la part dreta la façana és un sobresortit formant un volum que a nivell de planta baixa té una doble finestra separada per una columna que es correspon a la seva homòloga a la part esquerra.
Al primer pis, es manté la distribució de diferents finestres rectangulars, emmarcades i amb senzills treballs a les llindes i ampits, entre les quals destaquen les de caràcter gòtic. A les golfes, hi veiem distribuïdes tres galeries arcades en grups de doble finestra, les laterals i triple finestra, la central. Els murs es troben totalment arrebossats, segurament a partir dels treballs de restauració.
La coberta és a dues vessants manifestant en la seva vessant dreta el tractament del volum sobresortint. Carener perpendicular a la façana i presència de ràfec amb doble filada de teules. Cal remarcar la voluntat de mantenir l'ordenació i la simetria dels seus elements a fi d'assolir una estètica de façana.
La finestra situada al primer pis del cos avançat del costat dret de l'edifici. Correspon a una tipologia estilística d'incidència tardo gòtica dins els programes desenvolupats als àmbits rurals. El tremall de l'arc comença a la part exterior, per unes línies d'estructura conopial amb un buidat derivat del flamíger. A més presenta ornamentació incisa de motius geomètrics. Als dos costats de la línia d'imposta hi ha dos grups escultòrics en relleu. Representen la nativitat, una figura amb mantell sosté un nadó embolcallat segons la moda del segle xiii-XIV, a l'extrem oposat un personatge aïllat i nu i al mig una serp a baix i una mà a dalt. Aquests relleus estan fets sobre pedres toves. Les masies veïnes també en tenen, el que fa suposar l'existència d'un taller a la zona.